# Aserca Airlines
Aserca Airlines war eine venezolanische Fluggesellschaft mit Sitz in Valencia und Basis auf dem Flughafen Aeropuerto Internacional Arturo Michelena, Valencia.

## Geschichte
Aserca Airlines (von Aero Servicios Carabobo) wurde 1968 als Privatfluggesellschaft mit kleinen Flugzeugen gegründet. 1992 trat die Fluggesellschaft in den nationalen Linienmarkt mit einer geleasten Douglas DC-9-30 ein. Das Geschäft der Aserca konzentrierte sich auf die Region um Valencia, aber es gelang ab 1994 Caracas als Hub zu entwickeln, was zu einem signifikanten Wachstum des Marktanteils und einer Erweiterung des Strecken nach Bogotá, Lima, Miami und Aruba führte. Zwischen 1998 und 2001 besaß Aserca die Mehrheit der Anteile an Air Aruba. Die Fluggesellschaft gehört Migdalia García (95 %) und Simeón García (5 %). Seit Ende 2007 bestehen Pläne Aserca mit Santa Barbara Airlines zu fusionieren. Eine erste Boeing 757 wurde bereits mit einer kombinierten Lackierung versehen (SBA Airlines-Titel und Aserca Airlines-Logo).
Am 21. Februar 2018 wurde mitgeteilt, dass die venezolanische Luftfahrtbehörde Instituto Nacional de Aeronáutica Civil der Fluggesellschaft bis auf Weiteres die Betriebserlaubnis entzogen hat. Zeitungen des Landes machen dafür fehlende Versicherungsnachweise der in der Flotte befindlichen Luftfahrzeuge verantwortlich. Aserca Airlines plante eine erneute Betriebsaufnahme, gab aber am 22. Mai 2018 die Auflösung des Unternehmens bekannt.

## Flugziele
Die Aserca Airlines bediente nationale Ziele in Venezuela und internationale Ziele in der Karibik. Dort hauptsächlich in der Dominikanischen Republik und dem Königreich der Niederlande.

## Flotte

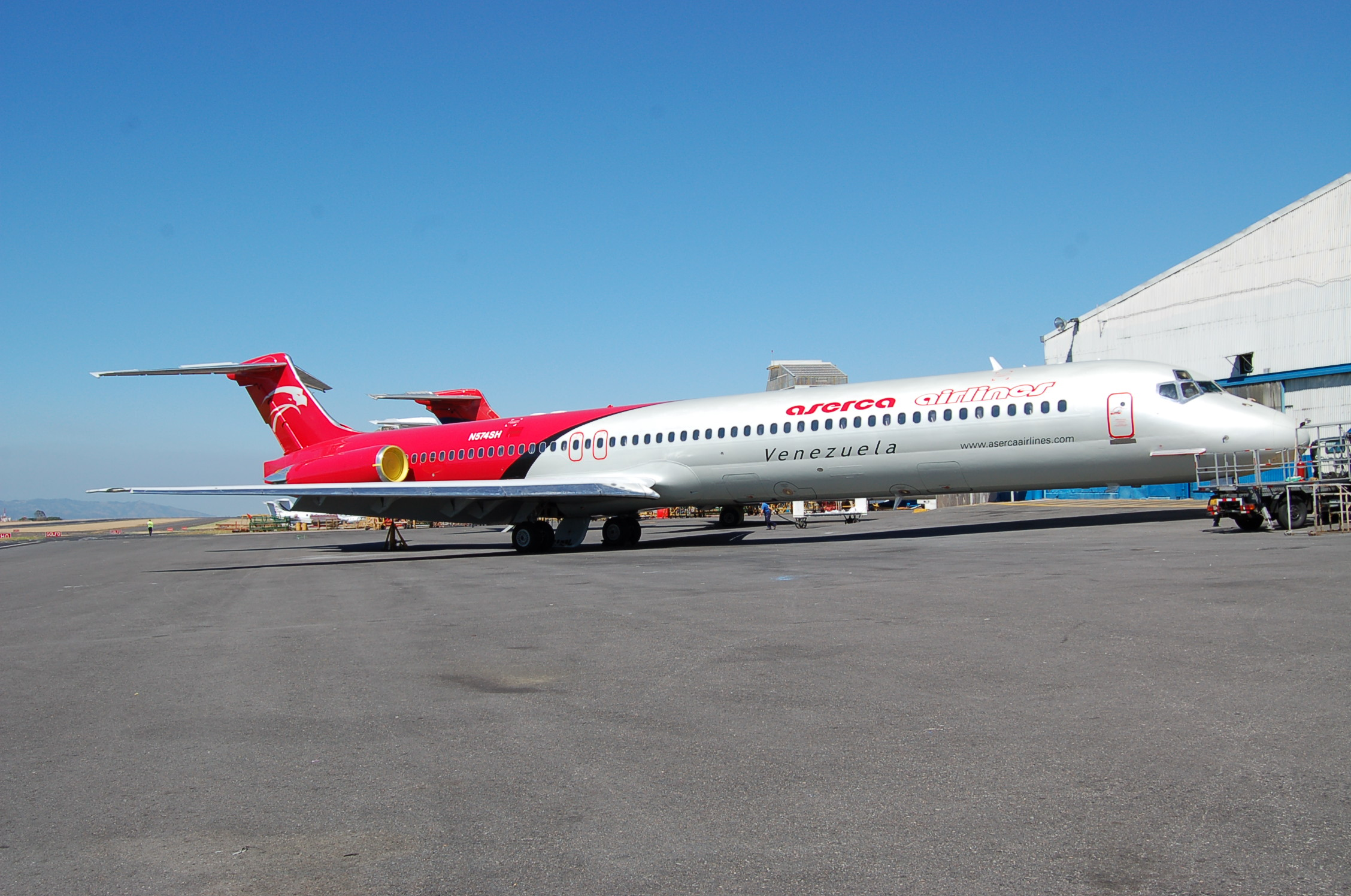
McDonnell Douglas MD-82 der Aserca Airlines

Mit Stand Mai 2018 bestand die Flotte aus acht Flugzeugen mit einem Durchschnittsalter von 27,7 Jahren:
| Flugzeugtyp             | Anzahl | bestellt | Anmerkungen                                     | Sitzplätze |
| ----------------------- | ------ | -------- | ----------------------------------------------- | ---------- |
| McDonnell Douglas MD-82 | 04     |          |                                                 | 152        |
| McDonnell Douglas MD-83 | 04     |          | YV2971 trägt den Namen "Virgen De Chiquinquirá" | 152        |
| Gesamt                  | 8      | -        |                                                 |            |